# Wendy Allen
Wendy Irene Allen, ameriška alpska smučarka, * 16. november 1944, Los Angeles, ZDA.
Nastopila je na Olimpijskih igrah 1968, kjer je zasedla 22. v veleslalomu, in Svetovnem prvenstvu 1966, kjer je bila peta v slalomu. V svetovnem pokalu je tekmovala v sezoni 1968, ko je dosegla eno uvrstitev na stopničke v slalomu. V skupnem seštevku svetovnega pokala je bila na štirinajstem mestu, v slalomskem seštevku pa deveta.